# Cimetière militaire allemand de Maissemy
Le Cimetière militaire allemand de Maissemy est un cimetière militaire de la Première Guerre mondiale situé sur les communes de Maissemy et Pontru, sur la RD 33, entre Vadancourt et Pontruet, dans le département de l'Aisne.

## Historique
Créé en 1924 par l’État français, le cimetière rassemble les dépouilles de soldats allemands provenant de 124 lieux différents des environs. Le cimetière fut concédé à l'Allemagne en 1929. En 1935, le mémorial est inauguré ; le 12 juillet 1935 est inaugurée la chapelle commémorative. Les stèles en granit belge, datent de 1972.

## Caractéristiques
Le cimetière allemand de Maissemy, est le deuxième plus important cimetière militaire allemand de France pour le nombre de morts inhumés après celui de Neuville-Saint-Vaast dans le Pas-de-Calais.
30 478 corps  y sont inhumés, 15 478 dans des tombes individuelles matérialisées par des croix en pierre (dont 54 corps non-identifiés) et 15 000 (dont 956 sont identifiés) dans deux ossuaires .
La chapelle commémorative contient un sarcophage de bronze surmontée d'une mosaïque de 340 000 pièces. De grandes dalles de pierre, bordant l'allée principale, portent les noms et les écussons des villes du bassin de la Ruhr qui ont parrainé l'édification de cette nécropole.
La majorité des hommes inhumés dans ce cimetière ont été tués entre la fin juin et novembre 1916, période de la bataille de la Somme, et au cours du printemps et de l'été 1918, au cours de la Bataille du Kaiser et de l'Offensive des Cent-Jours qui conduisit à la victoire des Alliés.

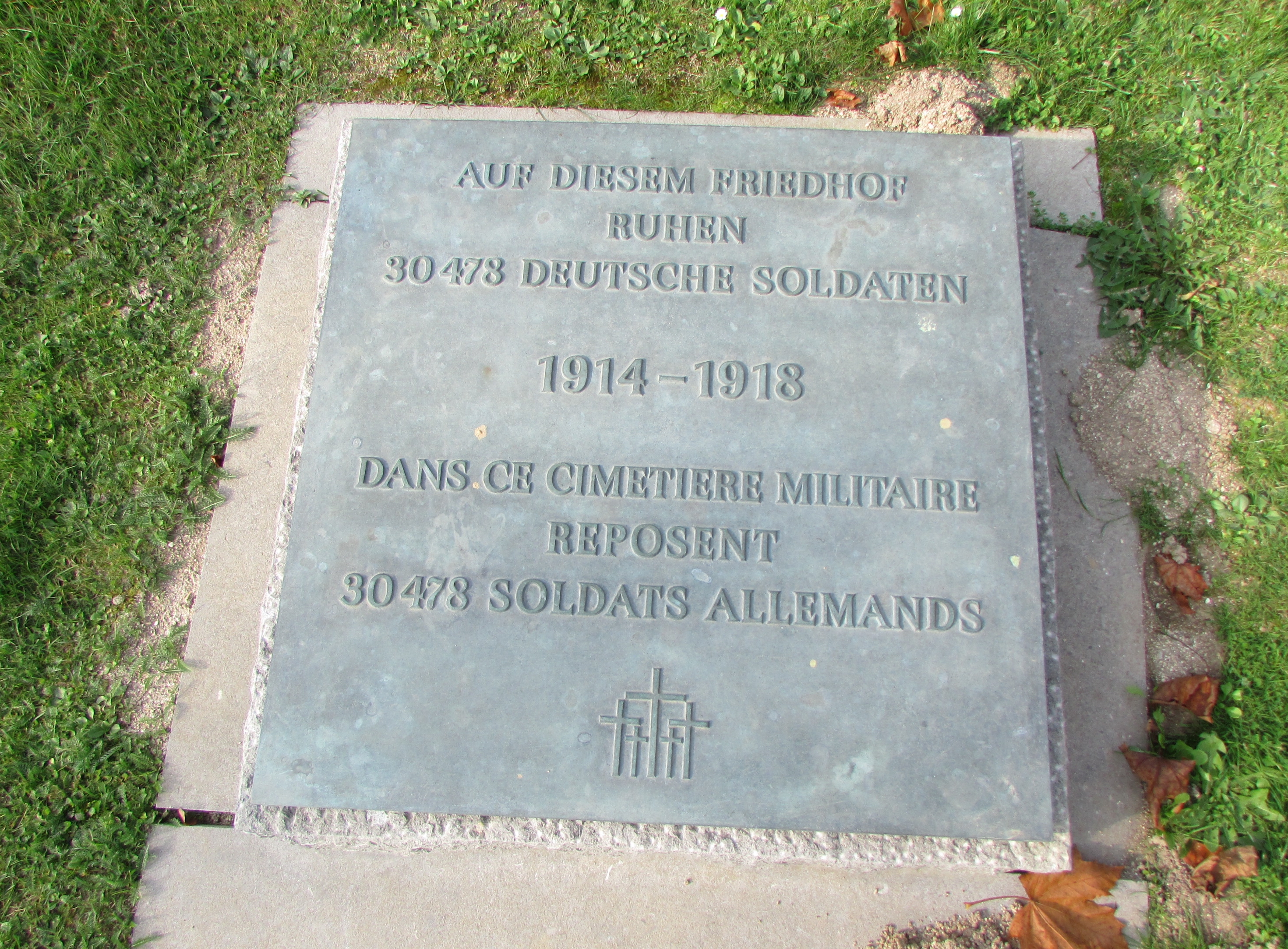
Plaque en bronze.
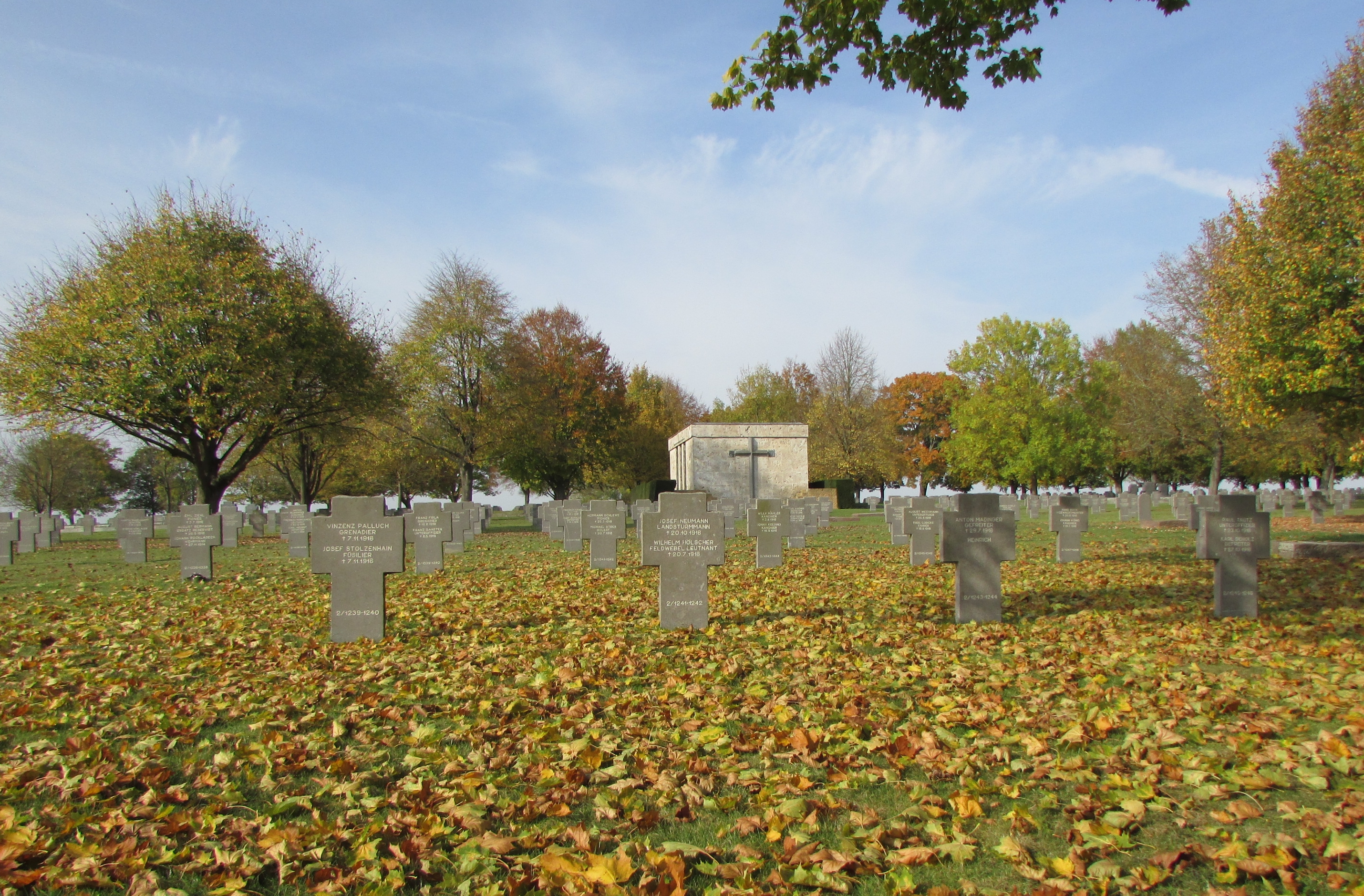
Vue du cimetière et de la chapelle.
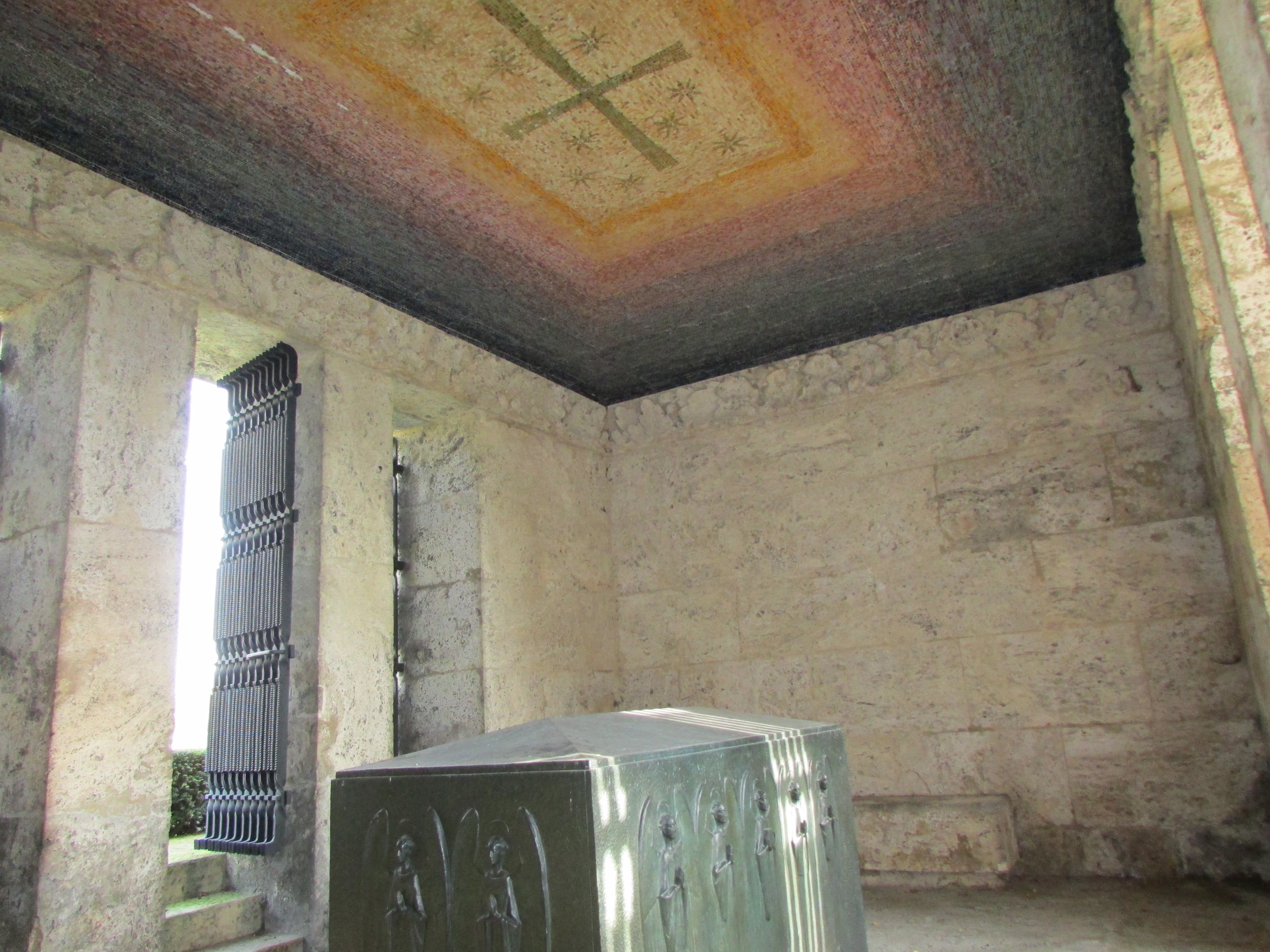
Intérieur de la chapelle ornée de mosaïque.
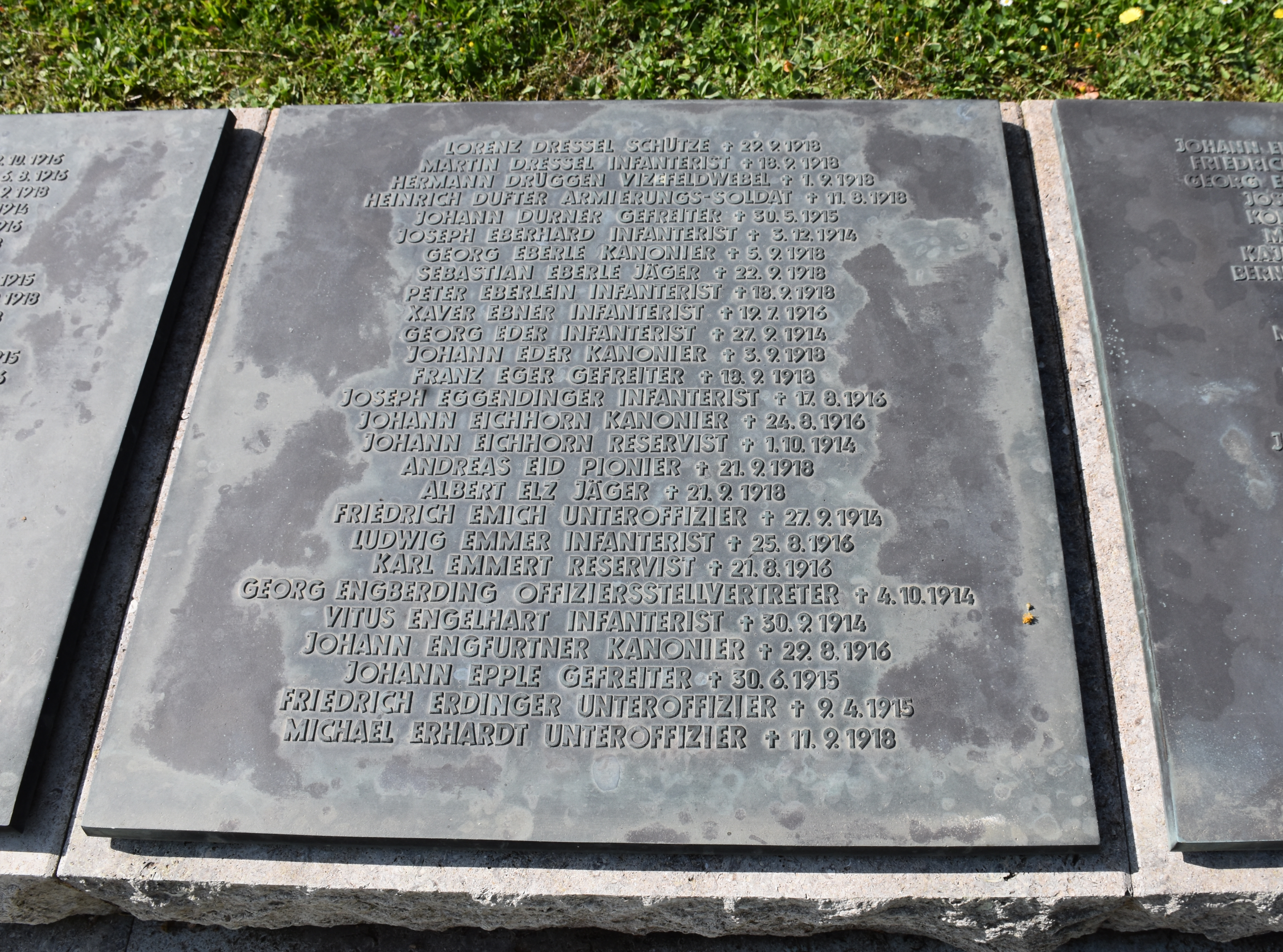
Plaque nominative.
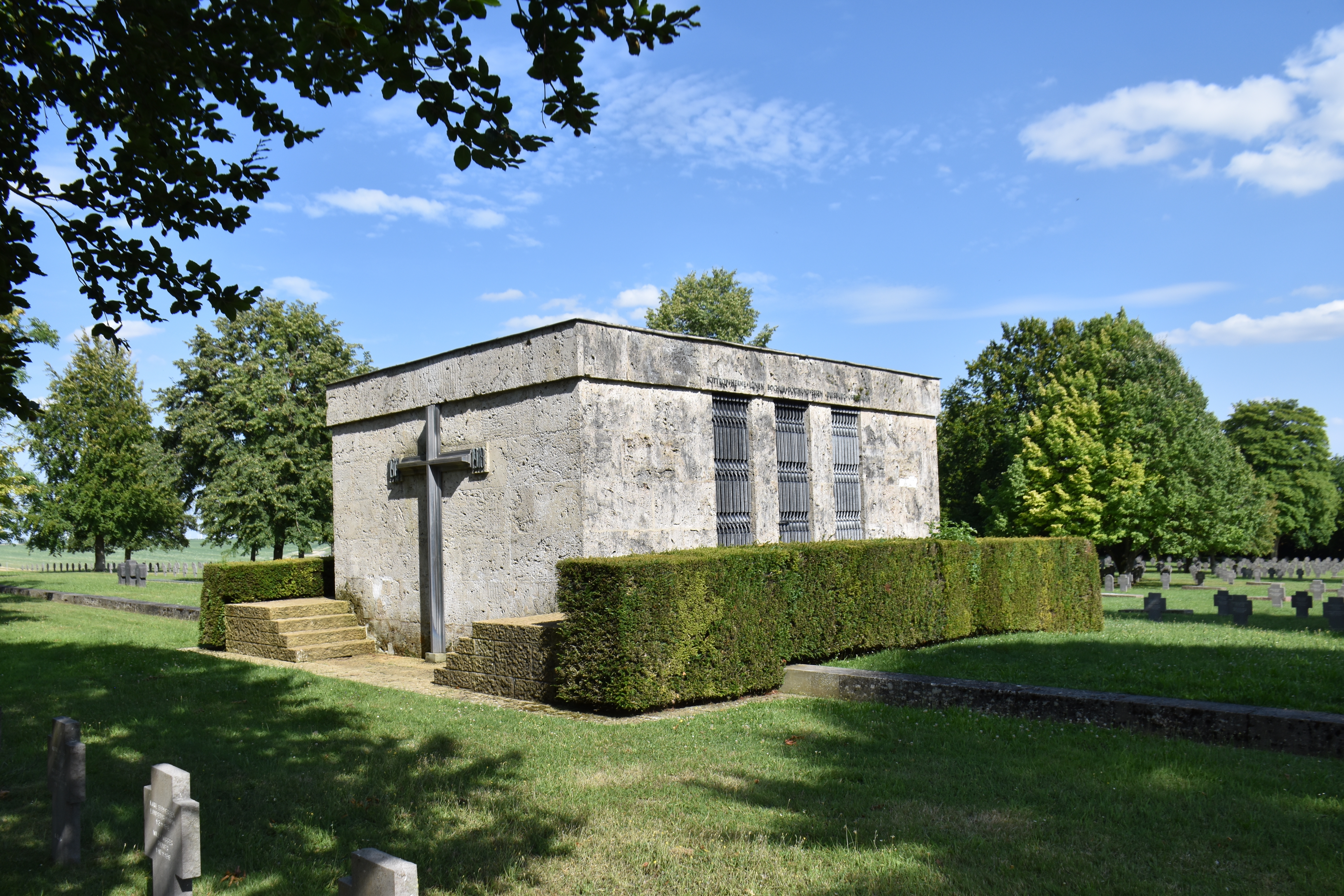
La chapelle.
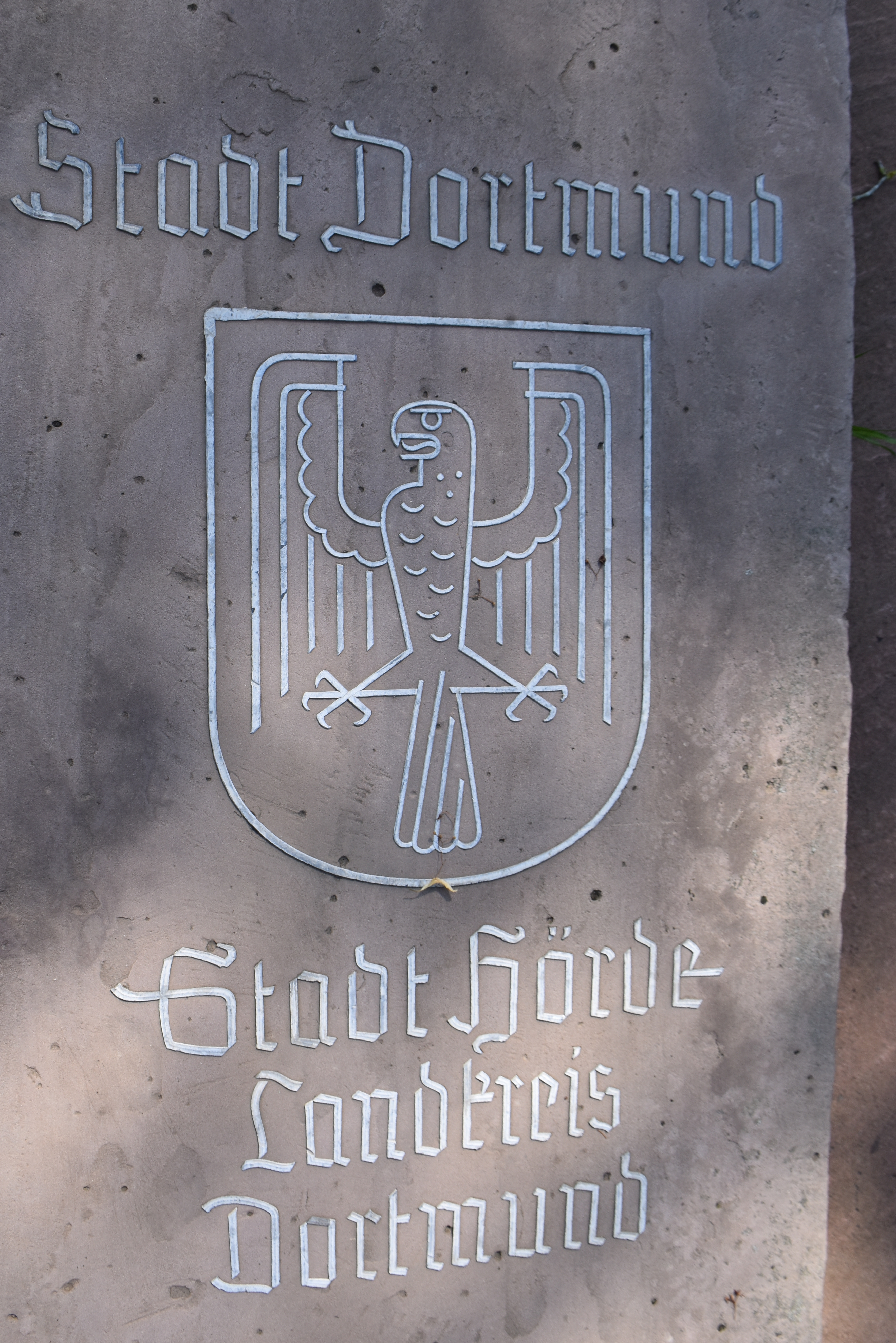
Plaque de la ville de Dortmund.
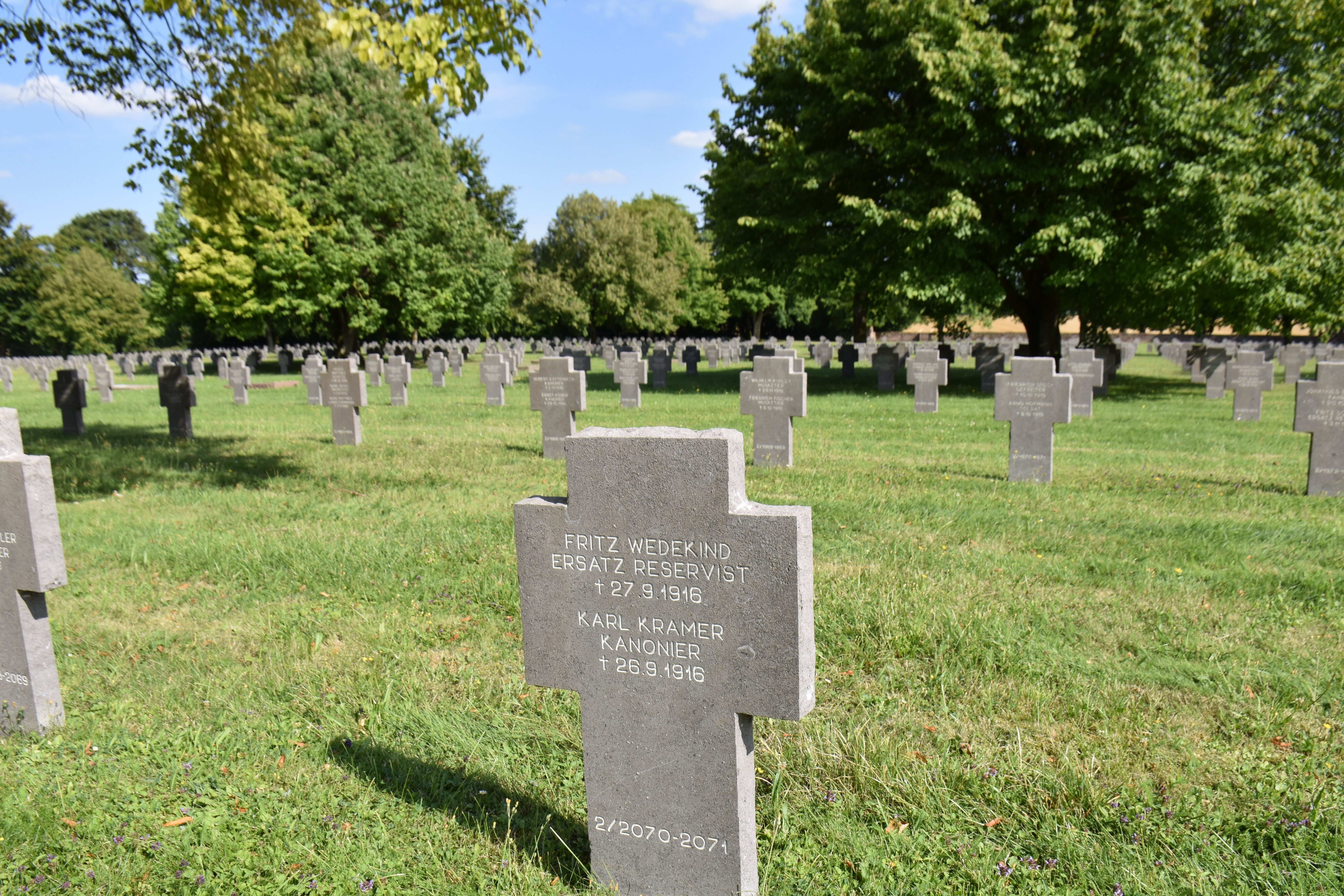